# Osieki (Papowo Toruńskie)
Osieki – część wsi Papowo Toruńskie w Polsce, położona w województwie kujawsko-pomorskim, w powiecie toruńskim, w gminie Łysomice.
W latach 1975–1998 Osieki administracyjnie należały do województwa toruńskiego.